# Oberer Kaltenbachsee
Oberer Kaltenbachsee är en sjö i Österrike.   Den ligger i förbundslandet Steiermark, i den centrala delen av landet, 200 km sydväst om huvudstaden Wien. Oberer Kaltenbachsee ligger 1 850 meter över havet.
Trakten runt Oberer Kaltenbachsee består i huvudsak av gräsmarker. Runt Oberer Kaltenbachsee är det ganska glesbefolkat, med 22 invånare per kvadratkilometer.